# Pachysticus morosus
Pachysticus morosus là một loài bọ cánh cứng trong họ Cerambycidae.